# Gai Pontidi
Gai Pontidi (en llatí Caius Pontidius) fou un dels caps dels confederats italians a la guerra social o guerra dels marsis (90 aC). És sens dubte la mateixa persona esmentada per Appià amb el nom de Pontili (Pontilius). Vel·lei Patercle escriu Pontidius que sembla la manera més correcta.